# Eran Liss
Eran Liss (nascut el 2 de juliol de 1975) és un jugador d'escacs israelià, que té el títol de Gran Mestre des de 1995.
A la llista d'Elo de la FIDE de l'octubre de 2020, hi tenia un Elo de 2418 punts, cosa que en feia el jugador número 49 (en actiu) d'Israel. El seu màxim Elo va ser de 2540 punts, a la llista de juliol de 1997 (posició 234 al rànquing mundial).

## Resultats destacats en competició
Els seus primers èxits importants van començar a finals dels anys 80 del segle xx. El 1988 va guanyar a Timisoara el IV Campionat del Món Sub-14, per damunt de Gata Kamsky i Andrei Istratescu. Els anys 1989 i 1993 va guanyar el campionat juvenil d'Israel. El 1990 fou segon al Campionat del Món Sub-16 (el campió fou Konstantín Sakàiev). També va obtenir una medalla de bronze als Campionats d'Europa de menors de 20 anys, a Holon 1995.
El 1998 va guanyar el campionat d'Israel a Ramat Aviv, tot derrotant Víctor Mikhalevski a la final del torneig.